# Oenothera wienii
Oenothera wienii är en dunörtsväxtart som beskrevs av Otto Renner och K. Rostanski. Oenothera wienii ingår i släktet nattljussläktet, och familjen dunörtsväxter. Inga underarter finns listade i Catalogue of Life.